# 16439 Yamehoshinokawa
16439 Yamehoshinokawa este un asteroid din centura principală de asteroizi.

## Descriere
16439 Yamehoshinokawa este un asteroid din centura principală de asteroizi. A fost descoperit pe 30 ianuarie 1989 la Kitami de Tetsuya Fujii și Kazuro Watanabe. Asteroidul prezintă o orbită caracterizată de o semiaxă mare de 2,65 ua, o excentricitate de 0,10 și o înclinație de 12,2° în raport cu ecliptica.